# Parempheriella cryptopyga
Parempheriella cryptopyga är en tvåvingeart som först beskrevs av Loïc Matile 1973.  Parempheriella cryptopyga ingår i släktet Parempheriella och familjen svampmyggor.
Artens utbredningsområde är Tanzania. Inga underarter finns listade i Catalogue of Life.